# 松栄製作所
有限会社松栄製作所（しょうえいせいさくじょ）は、旧ナチス・ドイツ軍の銃器を再現したトイガンを製造・販売している会社。
ライフル類の製作が主であり、中でもモデルガンであるFG42-II、Mkb42(H)はベルギーの王立軍事歴史博物館に収蔵されている。
かつては東京CMC製品の部品を製造しており、現在も他社への部品供給を行う事がある。